# Hesychoxenia
Hesychoxenia is een monotypisch mosdiertjesgeslacht uit de familie van de Thalamoporellidae en de orde Cheilostomatida. De wetenschappelijke naam ervan is in 1991 voor het eerst geldig gepubliceerd door Gordon & Parker.

## Soort
- Hesychoxenia praelonga (MacGillivray, 1890)